# Geórgios Koundouriótis
Pour les articles homonymes, voir Koundouriotis.
Geórgios Koundouriótis (en grec moderne : Γεώργιος Κουντουριώτης) (1782-13 mars 1858) est un protagoniste de la guerre d'indépendance grecque et un homme d'État grec. Il est Premier ministre en 1848.

## Biographie
Il est originaire d'Hydra. Armateur, il met sa fortune et ses navires au service de la cause nationale. Il est membre de l'assemblée nationale au début de la guerre d'indépendance. Il est élu à l'Assemblée nationale d'Astros au printemps 1823.
Il est nommé président de l'Exécutif (le gouvernement de cinq membres) en janvier 1824, au début de la première guerre civile ; il est alors conseillé par Aléxandros Mavrokordátos. Son gouvernement réussit à venir à bout des deux guerres civiles de 1824, aboutissant à l'emprisonnement à Hydra en janvier 1825 des chefs de la rébellion, dont Theodoros Kolokotronis.
Après le débarquement d'Ibrahim Pacha en février 1825, il tente d'organiser une campagne militaire dont il prend la tête, mais se déconsidère par son absence d'aptitudes militaires, nommant par exemple un marin à la tête des troupes terrestres. 
Le gouvernement ayant été dissout au début de l'assemblée d'Épidaure en avril 1826, il entre dans l'opposition contre le nouveau gouvernement d'Andréas Zaïmis, notamment grâce à son journal installé à Hydra. Cette période est marquée par des rivalités et des troubles entre les primats d'Hydra, le clan Koundouriotis s'opposant aux familles Tombazis, Miaoulis, Tsamados, Boudouris. Son navire est saisi pour piraterie en décembre par le commandant de la flotte anglaise au Levant, qui s'interpose entre les adversaires. Koundouriotis rejoint alors à la fin du mois le camp de son ancien adversaire Kolokotrónis, l'autre principal opposant au gouvernement, installé à Kastri, ce qui permet à ce dernier d'entamer l' « Assemblée d'Hermione », rivale de celle organisée par le gouvernement à Égine.
Les différents partis ayant ensuite réussi à s'entendre pour organiser une assemblée commune, il fait partie des opposants à l'élection, au poste nouvellement créé de « gouverneur », de Ioannis Kapodistrias, soutenu par le parti de Kolokotronis, qui est cependant élu en avril 1827.
Après 1828, il participe au Panellínion de Ioánnis Kapodístrias, en tant que ministre des Finances.
Il est membre du « parti français » pendant le règne d'Othon Ier. Il est nommé au Sénat du royaume de Grèce en juin 1844.

## Famille et descendance
Il est le frère cadet de Lazaros Koundouriotis.
Il a au moins 6 enfants, dont
- Kondylo, femme d'Athanasios Miaoulis
- Theódoros (1822 - 1870), père de l'amiral et président de la République grecque Pávlos Koundouriótis
- María, deuxième femme de Benizélos Rouphos